# 三门海
三门海是中华人民共和国广西壮族自治区凤山县的一个风景旅游区，三门海是凤山县国家地质公园的一部分。三门海由喀斯特地貌中的一片水域组成，因其有三个天窗可以进入，并且有海的颜色、海的深度、海的潮汐，所以名为“三门海”。三门海位于县城西南面22公里，离袍里乡4公里，离巴马的坡月18公里，距河池市180公里，距南宁市280公里，距百色市160公里，二级公路直接贯通景区。